# اچ‌ام‌اس آمفیون (۱۷۸۰)
اچ‌ام‌اس آمفیون (۱۷۸۰) (به انگلیسی: HMS Amphion (1780)) یک کشتی بود که طول آن ۱۲۶ فوت (۳۸ متر) بود. این کشتی در سال ۱۷۸۰ ساخته شد.